# 火星19彈道飛彈
火星19彈道飛彈（朝鲜语：／ Hwaseongpo-19hyeong */?）是朝鮮民主主義人民共和國研發的三級推進式固體燃料洲際彈道飛彈，火星19彈道飛彈是北韓研發的第二款固體燃料洲際導彈。火星19彈道飛彈雖與火星18彈道飛彈同樣使用固體燃料引擎，但是二者之間不屬於迭代關係。
火星19首次於2024年10月31號上午7時10分發射，尚屬北韓在2024年期間首次發射洲際彈道飛彈。朝鮮中央通訊社於翌日證實，北韓於2024年10月31號發射的洲際彈道飛彈是為火星19彈道飛彈。

## 歷史

### 研發歷史
與北韓原先發射的液體燃料飛彈相比，使用固體燃料的洲際彈道飛彈在發射前更難被發現與摧毀。一方面是因為固體燃料飛彈毋需像液體燃料飛彈一樣在發射前進行數小時的燃料加注，並可以避免液體燃料的揮發；二方面是因為固體燃料飛彈在發射階段所需的支援設施比液體燃料飛彈少，進而利於發射前的隱藏，且固體燃料飛彈的發射前準備比液體燃料飛彈要少；三方面是因為固體燃料飛彈的燃料在長期儲存環境下，燃料不會分解或者降解，對於液體燃料飛彈而言在燃料儲存的階段卻經常性遇到此類問題。
北韓於2024年10月31號發射火星19之後，國際戰略研究所研究分析師約瑟夫·鄧普西透過北韓公佈的圖片表示，火星19在設計上與火星18相差無幾。約瑟夫·鄧普西同時表示，設計此類藉助運輸起豎發射車且可以在常規道路上發射的彈道飛彈有一套既定的組件配置，因此北韓在火星19的宏觀設計上和火星18會保持高度相似性。
韓聯社引述國防情報本部的觀點認為，基於北韓自2024年3月以來並未進行過固體燃料引擎實驗，但火星19相較於火星18在各屬性方面均有所增強，因此火星19與火星18就不是迭代的關係，火星19是平行研發的新型飛彈。基於北韓沒有進行引擎實驗這一事實，國防情報本部認為北韓這款飛彈，大概率是有大量接受俄羅斯專家技術支援的版本，不排除北韓透過太空技術開發與合作的方式來取得。由於火星19錄得數值均刷新北韓發射飛彈的過往記錄，因此韓聯社推測有可能俄羅斯全權外包火星19的引擎製造與推動北韓飛彈研發。

### 發射歷史
2024年10月31號，北韓為抗議南韓國防部長與美國國防部長在2024年10月30號於華府譴責北韓派兵援助俄羅斯入侵烏克蘭、分散國際社會對於俄羅斯的注意力以及在2024年美國總統選舉即將來臨之際於國際層面展現自身存在感等理由，於上午7時10分向日本海發射一枚洲際彈道飛彈。朝鮮中央通訊社於2024年11月1號公佈2024年10月31號發射的洲際彈道飛彈名稱為「火星19」，同時表示火星19在首次發射當中錄得最大垂直飛行高度7687.5公里、水平飛行距離1001.2公里與5156秒的飛行數值，並聲稱火星19是獨步全球的戰略飛彈與殲敵之寶。亦表示北韓政府會將火星18與「終極版洲際彈道飛彈」火星19一齊部署並用於防衛北韓國安。火星19的垂直飛行高度，是為北韓歷次發射洲際彈道飛彈所錄得的最高數值。NHK報導北韓此次飛彈發射最後於上午8時37分落入海中，落海地點位於北海道奧尻島以西，日本專屬經濟區以外。
北韓外務省稱火星19的發射是制衡美國與南韓日益猖狂的軍事部署與日益頻繁的聯合軍事演習，南韓總統尹錫悅在南韓國軍日發表演講當中的「北韓政權終結」措辭亦被北韓外務省口誅筆伐，同時譴責美國與南韓將北韓作爲假想敵舉行乙支自由護盾演習旨在炒作朝鮮半島局勢。在北韓外務省看來，火星19的成功發射不僅有助於遏制核戰爭的爆發，更是北韓體現身為被聯合國承認的主權國家而行使的自主防衛權力。中央社表示即便北韓引導此類可攜帶核彈頭彈道飛彈在返回大氣層之後可否確保核彈頭的打擊能力仍然值得商榷，但是火星19的主要目標是向世界展示北韓已經具備打擊美國全境的能力。美聯社依據北韓發佈的圖片與飛行數據，推算火星19的長度約為28米，超過美國所擁有的洲際彈道飛彈與俄羅斯所擁有的洲際彈道飛彈長度，而後者的長度均小於20米。

### 對外展示
在北韓於2024年11月舉辦的「國防發展-2024」展覽會當中，火星19亦是為展覽物品之一。

## 戰術考量
美聯社同時引述南韓國防科學研究所專家的意見，表示北韓增大飛彈尺寸的行為在現代戰爭當中是大忌，即便固體燃料相較於液體燃料具備更強的機動性與隱蔽性，然而隨著飛彈尺寸的增加，運輸起豎發射車的尺寸也會隨之增加，進而致使飛彈的機動性與隱蔽性下降。一旦戰爭爆發，此類大型運輸起豎發射車也會淪為對手率先打擊的目標，致使其在戰事中的保有率成為橫亙在眼前的問題。路透社則引述北韓大學院大學校一名金姓人士的說法，認為北韓在火星18的基礎上增加飛彈尺寸的目標是增加燃料的放置空間進而增加飛彈的飛行距離。金姓人士亦表示，鑒於北韓先前發射的火星18已經具備打擊美國全境的能力，因此北韓開發火星19後會將精力聚焦在多目標重返大氣層載具層面，並測試是否可以攜帶更重的核彈頭，或藉助飛彈具有一次打擊多重目標的能力。

## 發射記錄
| 發射次數 | 發射日期       | 發射地點                                                                | 預發射通告 | 發射結果 | 發射備注 |
| -------- | -------------- | ----------------------------------------------------------------------- | ---------- | -------- | --- |
| 1        | 2024年10月31號 | 平壤市江東郡 經緯度： 39°06′43″N 125°59′51″E / 39.111832°N 125.997618°E | 無         | 成功     | 此為火星19的首次試射，飛彈的射程為1001.2公里，飛彈達到的最高飛行高度為7687.5公里。 朝鮮勞動黨總書記金正恩在發射現場視察火星19的首次試射，金正恩女兒金主愛陪同觀摩。 |

## 關聯條目
- 北韓飛彈總局
- 對北韓的制裁

## 文內注釋
1. ↑  5156秒約等於85.93分鐘。